# Homéomère et anhoméomère
L'homéomère et l'anhoméomère désignent le composé physique homogène obtenu par le mélange des quatre éléments que sont l'eau, la terre, le feu et l'air pour l'un, et un composé non-homogène pour l'autre. Il s'agit de deux concepts de la physique et de la métaphysique d'Aristote.

## Concept

### Physique aristotélicienne
Aristote propose, dans divers ouvrages, une théorie de la physique en tant que science de la matière. Il part de la théorie des quatre éléments, auxquels il adjoint une propriété à chacune (l'eau est froide, la terre est sèche, l'air est humide, le feu est chaud, etc.). À partir de là, il développe une théorie du corps physique comme composé de trois niveaux : le niveau fondamental, qui est celui de la matière élémentaire ; le niveau supérieur, composé des homéomères ; et le dernier niveau, celui de l'assemblage, appelé anhoméomère.
L'homéomère est un composé physique dans lequel les éléments disparaissent pour lui conférer des propriétés physiques spécifiques. La matière est obtenue en fonction de la proportion de ces éléments. Leur proportion fait varier les qualités de la matière obtenue ; elle peut ainsi être plus ou moins rigide, souple, lourde... 
Le philosophe utilise toujours le concept d'homéomère en opposition à l'anhoméomère, qui désigne ce qui n'est pas homogène, comme les mains, les visages, etc. Dans l'Histoire des animaux, il écrit que si les homéomères se divisent (par exemple, en chair), les anhoméomères, comme la main, ne se divisent pas en mains, ni le visage en visage. Ces parties sont des touts, composés par les homéomères. Pour faire une main, en effet, il faut de la chair, des tendons, des os, etc., qui sont homéomères.
Le substrat de ce qui est anhoméomère présente « des discontinuités qualitatives », contrairement à ce qui est homéomère, comme le relève René Thom. Un même organe est à la fois homéomère dans sa constitution, et anhoméomère du point de vue de sa configuration. Si le cœur est homéomère par ses tissus, il a une fonctionnalité (une configuration) propre, et est donc anhoméomère et capable d'action.

### Métaphysique aristotélicienne
Aristote utilise le terme homéomère de deux manières différentes. L'homéomère est, dans un premier sens, une composante matérielle homogène localisée, comme une veine ou un intestin. Le terme est toutefois aussi appliqué, dans un deuxième sens, à une « qualité phénoménologique locale ». Les quatre éléments (eau, terre...) sont ainsi eux-mêmes homéomères, bien qu'ils soient d'un type d'homéomère qui ne dispose pas de forme.
Aristote soutient que l'opposition entre l'homéomère et l'anhoméomère est une représentation d'une grande opposition métaphysique entre ce qui est puissance et acte. L'anhoméomère est acte, car il limite l'homéomère, il est sa limite, sa bordure,. L'anhoméomère forme les parties, et produit quelque chose activement ; il accomplit les qualités que renferment ses parties. Ainsi, selon Aristote, les organes anhoméomères sont « comme des instruments », en ce qu'ils sont constitués en vue d'une fonction. La main est faite pour saisir, l’œil pour voir, etc.

## Postérité

### En philosophie antique
Comme beaucoup de concepts d'Aristote, homéomère a bénéficié d'une grande postérité. Il a été utilisé et parfois reconceptualisé par les épigones du Stagirite, lui apportant des modifications de sens au fil des ouvrages. Porphyre de Tyr, commentateur d'Aristote, et Plotin, réutilisent tous deux le terme. Les stoïciens questionnent l'appartenance de la logique à la philosophie sur le principe de l'opposition entre homéomère et anhoméomère.
Lucrèce l'utilise aussi, définissant ainsi le terme : « Voici ce qu'il appelle l'homéomérie des choses : c'est qu'il est manifeste que les os naissent d'os petits et minuscules, etc. ». Le terme latin est « rerum homoemerian ».

### En philosophie scolastique
Les concepts sont utilisés par la scolastique.

### En médecine antique
Les concepts sont mobilisés par Claude Galien, médecin antique, dans le même sens que celui donné par Aristote.